# Frine davant l'Areòpag
Frine davant l'Areòpag (francès: Phryne devant l'Areopage) és un oli sobre llenç de 1861 de l'artista francés Jean-Léon Gérôme. La protagonista de l'obra és Frine, una cortesana llegendària de l'antiga Grècia qui va ser jutjada per impietat. Frine va ser exculpada després que Hipèrides, el seu defensor, la despullara i exposara el seu cos nu al jurat de l'Areòpag. La pintura va ser exhibida al Saló de París de 1861. L'obra es troba al Kunsthalle Hamburg (Alemanya).

## Llegat

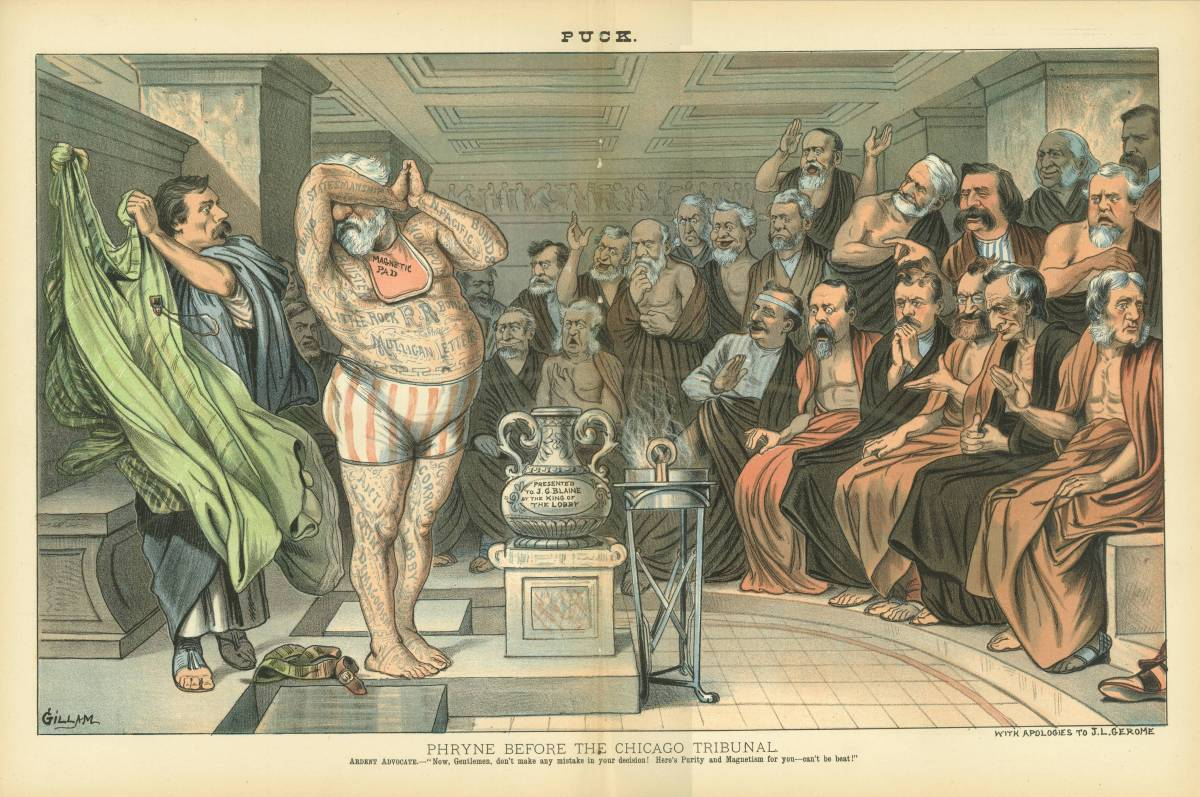
Frine davant del tribunal de Chicago de Bernhard Gillam.

Bernhard Gillam en va fer una famosa caricatura el 1884, que va titular Frine davant del tribunal de Chicago (Phryne before the Chicago tribunal), on Frine és reemplaçada pel candidat a la presidència del Partit Republicà James G. Blaine i Hipèrides per l'editor Whitelaw Reid.